# 5622 Percyjulian
Az 5622 Percyjulian (ideiglenes jelöléssel (5622) 1990 TL4) a Naprendszer kisbolygóövében található aszteroida. Eleanor F. Helin fedezte fel 1990. október 14-én.